# Бёкер, Тюге Виттрок
Тюге Виттрок Бёкер (дат. Tyge Wittrock Böcher; 25 октября 1909 — 15 марта 1983) — датский ботаник, эволюционный биолог, эколог растений и фитогеограф.

## Биография
Бёкер родился в Копенгагене в семье врача Эйнара Бёкера и жены Катинки (урождённой Андерсен). Его брат Стеэн Б. Бёкер был профессором географии.

## Научная деятельность
Бёкер служил профессором ботаники в Копенгагенском университете с 1954 по 1979 год. Он написал около 250 научных книг и статей. Его ботанические исследования охватывали такие разнообразные филогенетические линии, как сосудистые растения, мохообразные, лишайники и водоросли, а также широкий спектр дисциплин от анатомии, экологии и эволюции видов растений до экологии популяций растений и растительных сообществ. Особый интерес для него представляли хромосомные и экологические расы видов растений. Он проводил полевые работы в Гренландии, Дании, различных европейских горных регионах и в Аргентине. Его исследования флоры Гренландии были особенно новаторскими.
Он был одним из основателей Flora Europaea (Издательство Кембриджского университета, 1964—1993) и автором Flora of Greenland (1968).
Род Boechera Á.Löve & D.Löve назван в его честь.